# Orde de Carlemany
L'Orde de Carlemany és la segona condecoració civil més important que atorga el Govern d'Andorra, per darrere de la Creu dels Set Braços. Té com a objectiu premiar a persones —en vida o a títol pòstum— i entitats, nacionals i estrangeres, pels mèrits distingits i serveis rellevants a l'Estat i a la societat.
Creat el 2007, el nom de l'orde es refereix al fundador del Principat d'Andorra, l'emperador Carlemany dels francs, que va atorgar la sobirania de les Valls d'Andorra al poble que hi vivia per haver combatut amb fermesa contra els sarraïns. Des d'aquell moment, el nom de Carlemany va passar a ser un símbol nacional i és ben viu en algunes de les llegendes tradicionals andorranes.

## Organització

### Graus
Els tres graus d'atorgament de l'orde són, de més alt a més baix:
1. Gran creu: integrat pels cavallers i dames gran creu.
2. Encomana: integrat pels cavallers i dames comanadors.
3. Creu: integrat pels cavallers i dames creu.

Passats tres anys de l'atorgament, si s'acrediten nous mèrits o circumstàncies, els membres de l'orde poden ser promoguts al grau immediatament superior. La promoció directa pot ser atorgada pel president del Consell.
L'atorgament per a persones a títol pòstum i per a entitats es fa en forma de placa d'honor. Si l'entitat té reconegut l'ús de bandera, es fa en forma de corbata d'honor.

### Consell de l'orde
És l'òrgan deliberatiu i consultiu de l'orde. El conformen:
- Un president, que és el cap de Govern, actualment Xavier Espot Zamora.
- Un secretari general, que és el ministre d'Afers Exteriors, actualment Imma Tor Faus.
- Un secretari assessor, que té veu però no vot.
- El síndic general, actualment Carles Ensenyat Reig.
- Tres persones de prestigi, preferiblement membres de l'orde, escollides pel president del Consell per un període de quatre anys.

El cap de Govern, el síndic general i el ministre d'Afers Exteriors reben automàticament la gran creu en accedir al càrrec.

## Història

### Primera ideació

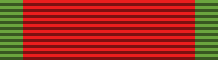
Cinta del primer disseny de l'orde.

El primer projecte de creació d’un «orde de cavalleria de Carlemany» data del mandat del veguer Lucien de Saint-André, representant dels coprínceps francesos entre 1835 i 1867 —el rei Lluís Felip I i el president-emperador Napoleó III—, període d’apogeu de les condecoracions arreu d’Europa.
El projecte vuitcentista establia un «orde de cavalleria sota la invocació de Carlemany, fundador del govern andorrà, per la seva carta atorgada el mes de març del 785 i conservada als arxius de l’Estat». Aquest orde es desenvolupava en deu articles estatutaris i ja s’hi trobaven elements represos en els projectes més actuals de la condecoració, que llavors no va prosperar.
A l'esborrany dels estatuts de l'orde elaborats pel veguer Lucien de Saint-André al segle XIX, només s'hi incloïa un grau. El capítol de l'orde era presidit pel president de la República d'Andorra i el canceller era nomenat pels membres del capítol i aprovat pel Consell Sobirà de la República.

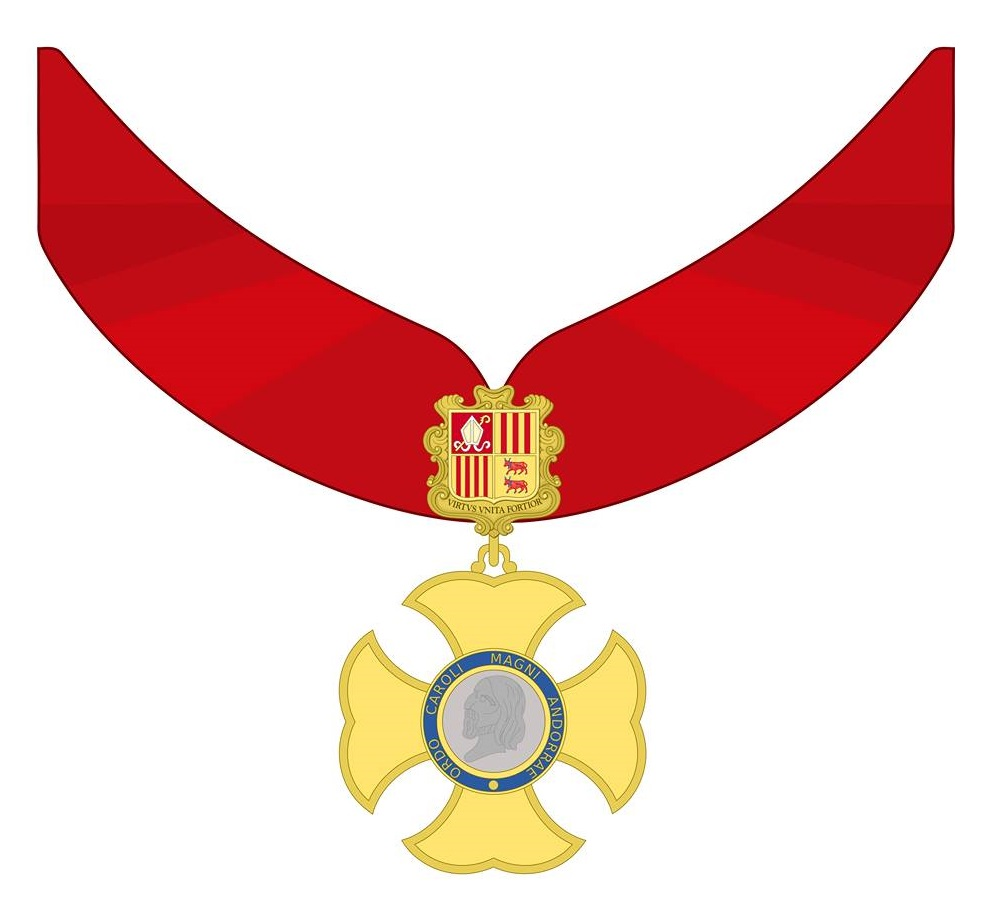
Creu del model de 2007.

### Creació el 2007
Ja entrat el segle XXI, el govern d'Albert Pintat Santolària, a iniciativa del llavors ministre de Cultura Juli Minoves Triquell, va crear l'Orde de Carlemany el 7 de desembre de 2007, integrada als "Premis Carlemany al Mèrit", establint a Andorra per primera vegada una institució premial que recompensés els mèrits i serveis en pro de l'Estat.
L'orde constava de quatre graus: el collar, la gran creu, la creu i la medalla. El cap de Govern n'era el president d'honor i el ministre de Cultura, el president ordinari.
El disseny de les insígnies de l'Orde de Carlemany del 2007, fabricades per la prestigiosa joieria britànica Spink & Son, era el següent:
- Gran creu: conjunt consistent en una placa de vuit puntes, rafegada i banyada en or, al centre de la qual se situen els quatre quarters que conformen l'escut d'Andorra, disposats de manera circular i sense esmaltar, orlats per un cercle blau marí, on es contenen les lletres VIRTUS UNITA FORTIOR, lema del Principat d'Andorra. La placa va acompanyada d'una banda vermella, de la qual penja a través d'una suspensió consistent en l'escut d'Andorra esmaltat, la creu de l'orde, ancorada i en plata daurada, al centre de la qual hi ha el bust de Carlemany, de perfil, sense coronar, també en plata daurada, orlada per un cercle blau marí, on es contenen les lletres ORDO CAROLI MAGNI ANDORRAE, la divisa de l'orde. La gran creu anava presentada en un estoig de cuir vermell, amb l'escut d'Andorra gravat a la tapa. També s'incloïa una miniatura de la creu, sense escut, suspesa d'una cinta vermella.

- Medalla: és l'única peça de la qual s'han publicat fotografies, corresponents a la concessió feta a José Luis Sampedro Sáez. Consisteix en una medalla de plata, d'estil britànic, on apareix l'efígie de Carlemany amb muntanyes de fons i orlada per la divisa ORDO CAROLI MAGNI ANDORRAE.

El primer atorgament es realitzà a mitjan any 2008, quan el Govern d'Andorra va concedir-ne la medalla a l'escriptor i humanista José Luis Sampedro Sáez, per la seva trajectòria al capdavant de la Universitat d'Andorra. El mateix any, el govern va atorgar la gran creu a l'arquitecte Frank Gehry, que va refusar la condecoració quan es va cancel·lar el seu projecte del nou Arxiu Nacional.
Després de la mort de José Luis Sampedro, el 8 d'abril del 2013, l'Orde de Carlemany, com que no tenia membres vius, va entrar en estatus "dorment".

### Reactivació el 2022
La Llei 12/2022, de 12 de maig, de protocol i cerimonial consolida l'Orde de Carlemany com la segona condecoració andorrana i la "desperta" establint com a mínim un atorgament a l'any i diversos atorgaments automàtics que permeten reviscolar la distinció. S'equiparen els antics graus als nous: el collar a la gran creu, la creu a l'encomana i la medalla a la creu. El nou reglament de l'Orde de Carlemany va ser publicat el 22 de maig del 2024 després de la seva aprovació pel Consell de Ministres.

## Insígnies

### Venera
La venera és el distintiu de l’orde i és portada pels membres de tots els graus. És una creu trevolada, esmaltada en blanc i blau, que té al centre una imatge en or de Carlemany, coronat, amb l’espasa i l’orbe, rodejat per muntanyes. Orlen la imatge les lletres ORDO CAROLI MAGNI ANDORRAE, que tanquen una creu carolíngia.
En el grau de gran creu, la venera penja d’una banda de moiré de seda blau cel que es porta terçada de l’espatlla dreta al maluc esquerre. La banda de les dones és la meitat d’ample que la dels homes.
En els graus d’encomana i creu, els homes porten la venera penjant del coll per mitjà d’una cinta. Les dones la porten penjant d’un llaç al costat esquerre del pit. La cinta i el llaç són del mateix teixit que la banda.

### Placa
La placa és portada pels cavallers i dames gran creu i comanadors, a la part esquerra del tors. Consisteix en una placa —d’argent daurat en la gran creu i només d’argent en l’encomana— de vuit puntes alternades en facetes i raigs, al centre de la qual hi ha la mateixa imatge i orla en or que a la venera de l’orde.

Insígnies dels tres graus de l'Orde de Carlemany
Gran creu: venera penjant de la banda i placa.[a]
Encomana: venera penjant d'una cinta al coll (homes) o d'un llaç (dones) i placa.[a]
Creu: venera penjant d'una cinta al coll (homes) o d'un llaç (dones).[a]

### Altres insígnies: miniatura, passador i roseta
En substitució de les insígnies a mida real, els membres de l’orde poden lluir una representació en miniatura de la venera. Els homes la porten penjant d’una cinta blau cel i les dones, penjant d’un llaç en miniatura, ambdós al costat esquerre del pit. Sobre la cinta o llaç, els membres gran creu porten una roseta blau cel sobre galó daurat i els comanadors, la mateixa roseta sobre galó platejat.
Sobre uniforme de diari es pot portar un passador de cinta blau cel i, sobre aquest, una roseta blau cel i galó daurat els membres gran creu i la mateixa roseta sobre galó platejat els comanadors.
La roseta blau cel també pot ser portada en forma de pin de solapa, sobre galó daurat els membres gran creu, sobre galó platejat els comanadors i sense galó els membres creu.

### Placa i corbata d'honor
La placa d'honor és platejada sobre base de fusta. A la part superior hi ha gravada la venera de l'orde, i a la inferior, el nom de la persona o entitat receptora i la data d’atorgament.
La corbata d'honor consisteix en una banda blau cel lligada per un llaç a l’extrem superior, amb serrells de fil d’or a l’inferior, en la qual hi ha brodada en fil d’or la venera de l'orde.

## Membres actuals de l'orde

### Cavallers i dames gran creu
| Núm. | Nom                  | Ingrés | Notes                                                               | Ref.  |
| ---- | -------------------- | ------ | ------------------------------------------------------------------- | ----- |
| 1    | Xavier Espot Zamora  | 2024   | President del Consell de l'orde Cap de Govern                       | [ 8 ] |
| 2    | Carles Ensenyat Reig | 2024   | Membre del Consell de l'orde Síndic general                         | [ 8 ] |
| 3    | Imma Tor Faus        | 2024   | Secretària general del Consell de l'orde Ministra d'Afers Exteriors | [ 8 ] |
| 4    | Luca Beccari         | 2025   | Secretari d’Estat per als Afers Exteriors de San Marino             | [ 9 ] |

### Cavaller comanador
| Núm. | Nom                 | Ingrés | Notes                             | Ref.  |
| ---- | ------------------- | ------ | --------------------------------- | ----- |
| 1    | Ramon Rossell Serra | 2025   | Rector de la parròquia de Canillo | [ 9 ] |

### Dames creu
| Núm. | Nom                    | Ingrés | Notes                                                | Ref.   |
| ---- | ---------------------- | ------ | ---------------------------------------------------- | ------ |
| 1    | Angelina Mas Joaniquet | 2025   | Activistes pels drets civils i polítics de les dones | [ 10 ] |
| 2    | Maria Molné Armengol   | 2025   | Activistes pels drets civils i polítics de les dones | [ 10 ] |